# Herefordská mapa
Herefordská mapa je kruhová mapa světa (latinsky: mappae mundi) přibližně z roku 1280. Jedná se o jednu ze dvou nejznámějších ukázek kruhových map vrcholného středověku (druhou je Ebstorfská mapa), jejímž autorem je Richard z Haldinghamu a Laffordu. Herefordská mapa byla vytvořena jako oltářní obraz a v současnosti se nachází v Herefordské katedrále v Herefordu. Její průměr je 132 cm.

## Popis
Multimediální učebnice Dějiny kartografie Geografického ústavu Masarykovy univerzity v Brně popisuje Herefordskou mapu následovně:
Herefordská mapa je menší než ebstorfská – má průměr 132 cm. Byla také oltářním obrazem a vznikla kolem r. 1280 jako dílo Richarda z Haldinghamu a Laffordu. Ve středu herefordské mapy je zobrazen Kristus při poslední soudu, na mapě najdeme babylónskou věž, obraz ráje, archy Noemovy atd. Vyznačuje se nejpodivnějším symbolismem, kde se prolínají mořské panny, jednorožci, draci s opicemi, velrybami a lvy. Ještě podivnější jsou bezhlaví muži s očima na hrudi, čtyřocí Etiopové a další nestvůry v řadě obrázků na africkém pobřeží. V jednom rohu sedí postava s papežskou tiárou, která má asi představovat Julia Caesara, jak dává písemný rozkaz nebo pověření třem filozofům k prozkoumání světa. Protože je to církevní mapa, je zde zastoupen ráj, vyhnání Adama a Evy, babylónská věž, apoštolové, satan odnášející zatracené i oblíbená představa, že Jeruzalém je centrem světa. Po stránce kartografické je herefordská mapa velmi primitivní, ukazuje hlubokou neznalost světa vůbec, ale i neznalost Anglie a Skotska, které by měl autor dobře znát. Na herefordskou mapu by se mělo pohlížet jako na literární památku, ve které je zachycen stav vědomostí ve 13. století.

## Místa na mapě

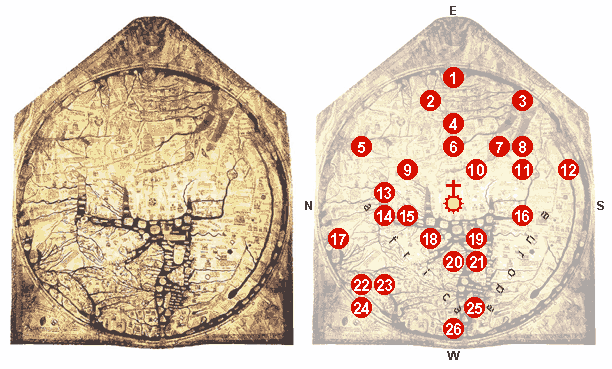
Lokalizace míst Herefordské mapy

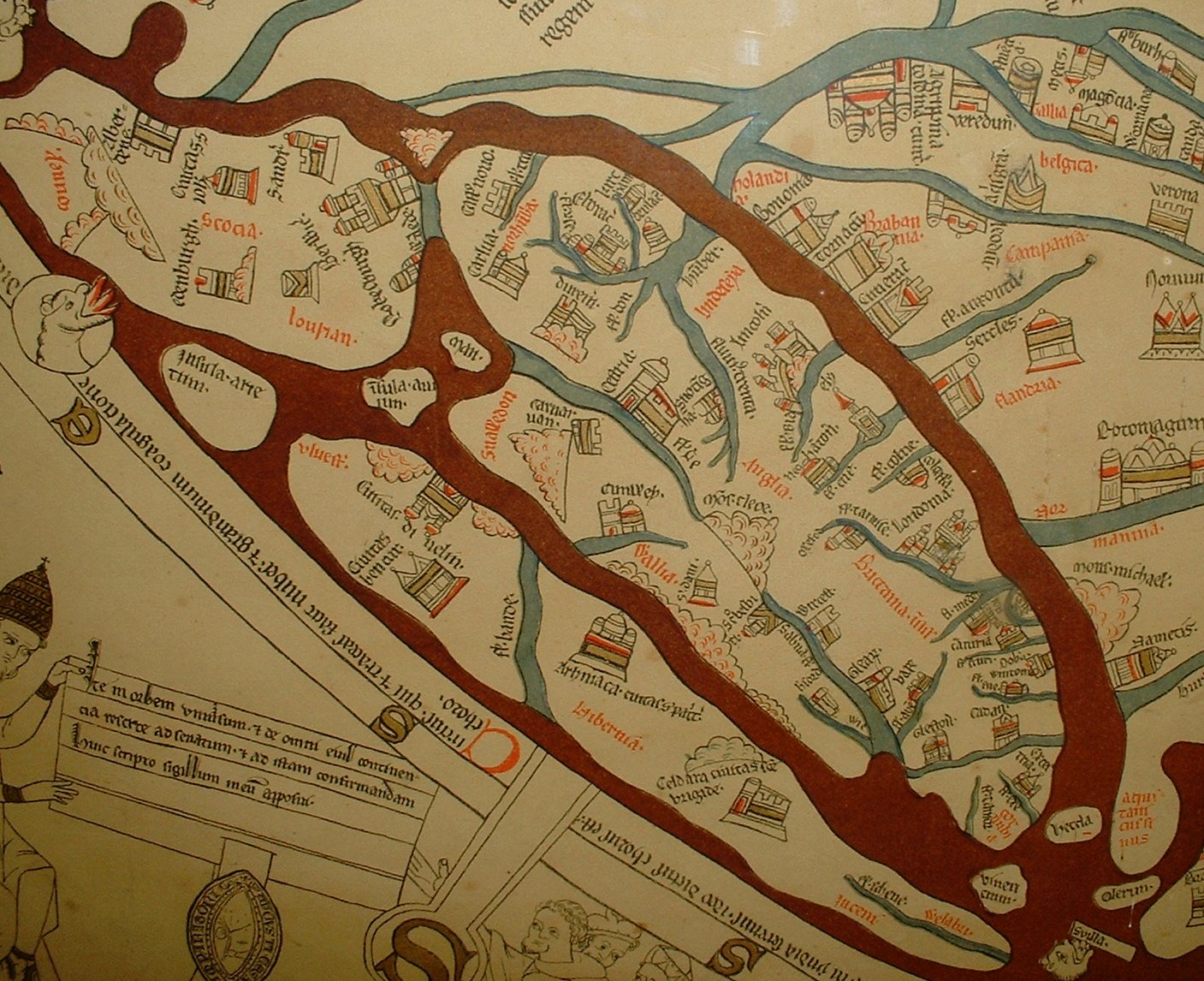
Detailní zobrazení Britských ostrovů

- 0 – ve středu mapy: Jeruzalém, nad ním je krucifix
- 1 – ráj obklopen zdí a ohnivý kruh
- 2 – Ganga a její delta
- 3 – bájný ostrov Taphana, někdy interpretován jako Srí Lanka nebo Sumatra
- 4 – řeky Indus a Tigris
- 5 – Kaspické moře a země Gog a Magog
- 6 – Babylón a Eufrat
- 7 – Perský záliv
- 8 – Rudé moře (vykresleno červeně)
- 9 – Noemova archa
- 10 – Mrtvé moře, Sodoma a Gomora, řeka Jordán přitékající z Galilejského jezera; nad tím Lotova žena
- 11 – Egypt a řeka Nil
- 12 – řeka Nil [?] nebo možná narážka na rovníkový oceán
- 13 – Azovské moře a řeky Don a Dněpr; nad tím zlaté rouno
- 14 – Konstantinopol, nalevo od ní je delta Dunaje
- 15 – Egejské moře
- 16 – nadrozměrná delta Nilu a maják v Alexandrii
- 17 – legendární norský Gansmir
- 18 – Řecko s horou Olymp, Athénami a Korintem
- 19 – chybně umístěná Kréta s minotaurovým kruhovým bludištěm
- 20 – Jaderské moře, Itálie s Římem a hexametrem Roma caput mundi tenet orbis frena rotundi [Říme, hlavo, drž otěže světa]
- 21 – Sicílie a Kartágo, opposing Rome, right of it.
- 22 – Skotsko
- 23 – Anglie
- 24 – Irsko
- 25 – Baleáry
- 26 – Gibraltarský průliv (Herkulovy sloupy)